# Dreamcast VGA
 (novembre 2019).
Si vous disposez d'ouvrages ou d'articles de référence ou si vous connaissez des sites web de qualité traitant du thème abordé ici, merci de compléter l'article en donnant les références utiles à sa vérifiabilité et en les liant à la section « Notes et références ».
Le Dreamcast VGA (ou câble VGA pour Dreamcast ) est un accessoire pour la console Dreamcast de Sega qui lui permet de se connecter à un écran vidéo tel qu'un écran d'ordinateur ou un téléviseur HD via un port VGA. Étant donné que le hardware de la Dreamcast peut produire un signal vidéo VGA nativement, cette connexion permet une meilleure qualité d'image par rapport aux connexions vidéo composite ou S-Video standard, et ajoute un support pour la vidéo à balayage progressif.
Sega lance la VGA Box d'origine comme un accessoire officiel, mais de nombreuses versions sont également produites par des développeurs tiers et vendues dans le monde entier sous diverses formes.
La plupart des jeux pour Dreamcast sont compatibles avec le VGA, bien que diverses solutions existent pour permettre l'activation de la sortie VGA sur la plupart des jeux qui ne possèdent pas de support officiel.